# Lee Iacocca
Lido Anthony "Lee" Iacocca, född 15 oktober 1924 i Allentown, Pennsylvania, död 2 juli 2019 i Bel Air, Los Angeles, Kalifornien, var en amerikansk företagsledare. 
Iacocca var kanske mest känd för att som VD för biltillverkaren Chrysler under 1980-talet tagit företaget ur en allvarlig krissituation.
Iacocca började sin karriär hos Ford Motor Company. Han blev uppmärksammad för första gången då han lyckades höja bilförsäljningen markant i ett distrikt. Större uppdrag följde inom koncernen, där Iacocca bland annat var med och ledde arbetet med Ford Mustang. Lee Iacocca fick äran att skapa Ford Mustang. Det gav honom en hel del beröm, men i själva verket var han motståndare till Mustang.[källa behövs] Det var den yngre delen av Fords formgivare och idé-skapare som tog fram Mustangen och Iacocca ratade den helt.[källa behövs]
Han blev senare VD för Ford och en av USA:s mer inflytelserika industrimän. Fords ägare Henry Ford II kom dock inte överens med Iacocca och efter mindre lyckade modeller sparkades Iacocca år 1978. Iacocca gjorde comeback som chef för den krisdrabbades Chrysler-koncernen på 1980-talet. Han lyckades vända ett konkurshotat företag till att ta tillbaka sin position som en av de stora amerikanska biltillverkarna. År 1992 lämnade Iacocca Chrysler.
Iacocca blev på senare år känd för sina böcker. I april 2007 gav han ut boken Where Have All the Leaders Gone?, som bland annat är mycket kritisk till USA:s president George W. Bush.